# JR西日本大阪開発
JR西日本大阪開発株式会社（ジェイアールにしにほんおおさかかいはつ）は、大阪府大阪市に本社を置くJR西日本グループの不動産会社（デベロッパー)
である。

## 概要
JR西日本グループのデベロッパーとして、大阪駅高架下および隣接の商業施設のEST、大阪駅地下ホーム直結のうめきたグリーンプレイス、住道駅高架下の「ALBi住道」、吹田駅北側のJR西日本社宅跡地の吹田グリーンプレイスの4つのショッピングセンターを開業、運営している。